# Stadio comunale (Fiorenzuola d'Arda)
Lo stadio comunale - velodromo Attilio Pavesi è un impianto polisportivo del comune italiano di Fiorenzuola d'Arda, in provincia di Piacenza.
È adibito principalmente alla pratica del calcio (ospitando le gare interne del Fiorenzuola, maggior squadra locale, nonché avendo accolto anche club di altri Comuni) e del ciclismo su pista (nel mese di luglio vi si disputa la kermesse internazionale 6 giorni delle Rose).

## Storia e struttura

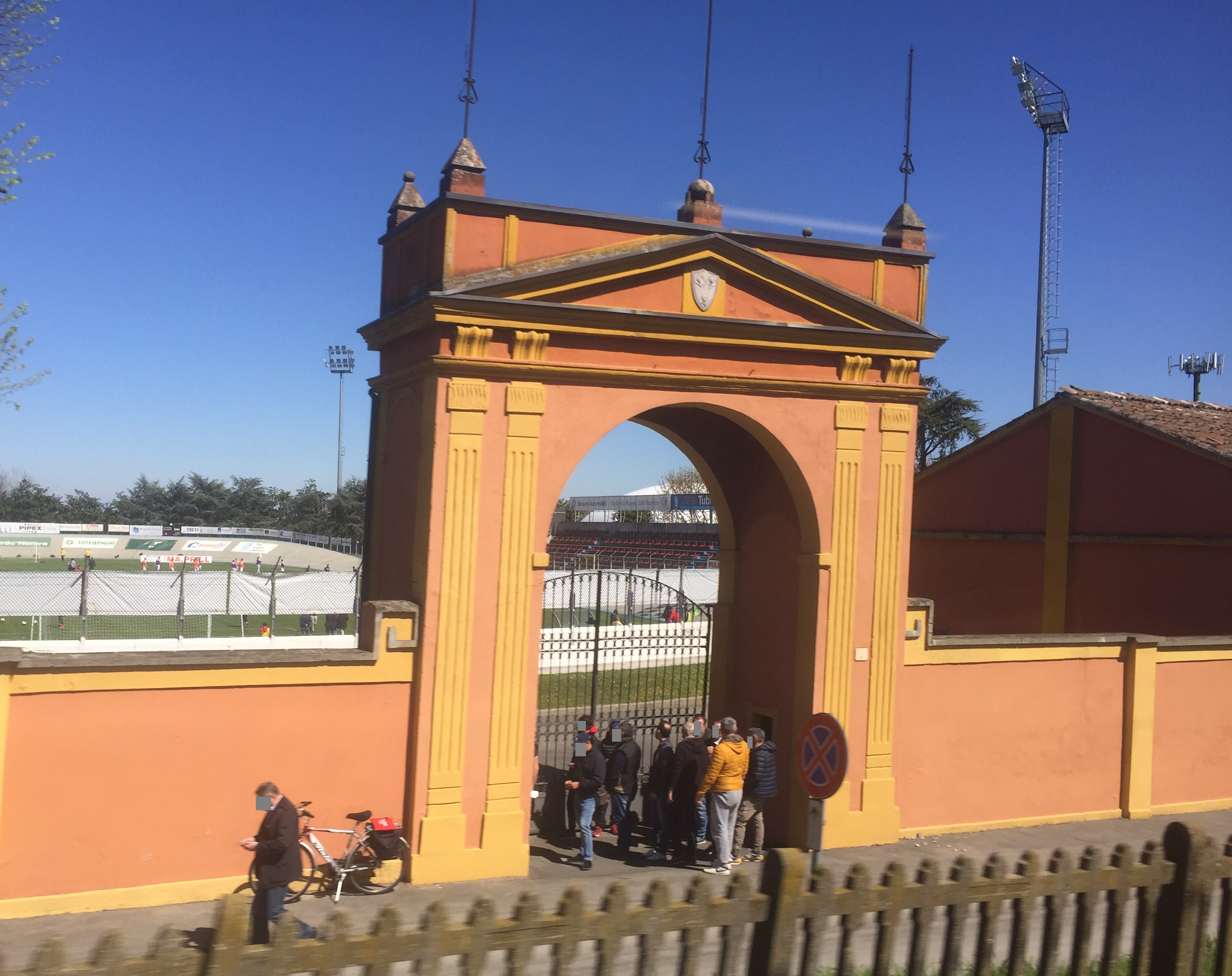
La monumentale cancellata d'ingresso

Lo stadio venne inaugurato il 17 ottobre 1923, giorno della festa patronale di San Fiorenzo di Orange, con un'amichevole tra il neonato Fiorenzuola e i campioni d'Italia della Pro Vercelli.
La prima intitolazione fu alla memoria di Aldo Milano, calciatore della Pro Vercelli e "martire fascista", ucciso due anni prima in un conflitto a fuoco durante un tentato blitz contro un monumento "socialista" ad Albano Vercellese. La struttura consisteva di una tribunetta coperta in legno, mentre la prima pista ciclistica era in terra battuta.
Alla primitiva pista fu poi sostituito un vero e proprio velodromo, inaugurato il 17 ottobre 1929 alla presenza dei campioni Costante Girardengo e Attilio Pavesi.
Dopo la seconda guerra mondiale l'intitolazione a Milano, ritenuta troppo compromessa col fascismo, venne abolita e lo stadio prese il nome di "Comunale"; all'inizio degli anni 1960 la tribuna coperta fu ricostruita in cemento armato e portata a una capienza di 1 000 posti circa.
All'inizio degli anni 1980 vennero eseguite importanti opere di ristrutturazione agli spogliatoi e agli uffici interni all'impianto; fu anche ripristinata la pista ciclistica, che nel frattempo era caduta in disuso. Contestualmente fu realizzato il tunnel collegante gli spogliatoi col campo, per l'ingresso in campo dei giocatori.
Nel 1990 lo stadio ospitò la partita Milan-Bari valida per il Torneo di Viareggio, terminata sul punteggio di 0-0.
Con la promozione del Fiorenzuola in Serie C2 fu realizzata una nuova gradinata scoperta da 2 400 posti sul settore est (equamente ripartita tra tifosi esterni sul lato nord e interni sul lato sud), facendo aumentare a 3 000 il numero complessivo dei posti. Contemporaneamente i posti della tribuna coperta vennero numerati e dotati di poltroncine; nuovi spogliatoi furono costruiti sul lato sud-est e si provvide ad asfaltare i viali di accesso allo stadio.
Nel 1995, con il Fiorenzuola giunto fino alla finale play-off per la promozione in Serie B, venne redatto un progetto di ampliamento del Comunale per ottenere l'omologazione per la categoria superiore, che prevedeva una nuova tribuna e la costruzione di un secondo livello sulla gradinata, senza la realizzazione di curve, prendendo esempio dal Castellani di Empoli; a seguito della mancata promozione dei rossoneri, il progetto fu accantonato.
Nel 1996 fu inaugurata una nuova tribuna coperta da 2 000 posti, dedicata a Eugenio Villa, longevo presidente del Fiorenzuola, portando così la capacità a 4 000 persone. Lo stadio fu altresì dotato per la prima volta di un impianto di illuminazione, atto anche allo svolgimento in notturna delle gare di ciclismo su pista.

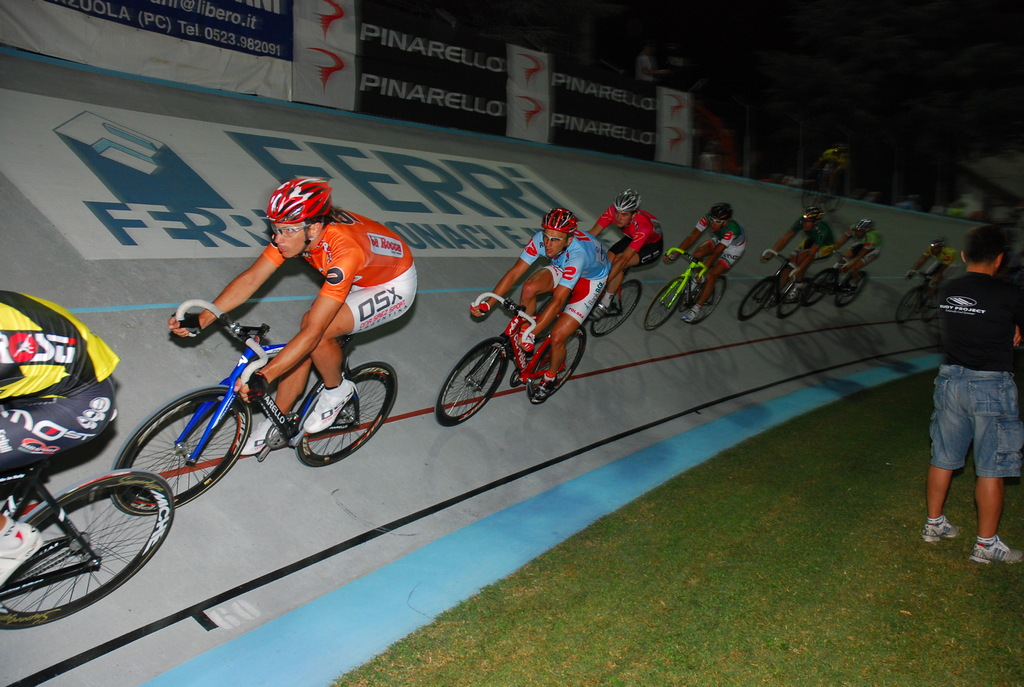
Ciclisti durante una prova della 6 giorni delle Rose 2012

Nel 2008 venne inaugurato all'interno dello stadio il museo dedicato ad Attilio Pavesi, al quale fu anche intitolato il velodromo.
All'inizio della stagione 2011-2012 lo stadio venne utilizzato per le partite casalinghe dall'Atletico BP Pro Piacenza, squadra neopromossa in categoria, in attesa dell'adeguamento per la Serie D dello stadio Gianni Siboni di Piacenza.
Tra l'estate e l'autunno del 2017 l'impianto subisce alcuni lavori di rinnovamento: vengono ristrutturati il muro adiacente alla recinzione del perimetro del velodromo e il sottopasso di collegamento degli spogliatoi col terreno di gioco, attorno al quale la ringhiera in ferro viene sostituita da pannelli trasparenti. Vengono inoltre riverniciati la gradinata opposta alla tribuna, il cancello di accesso al campo e alcuni tratti del velodromo.

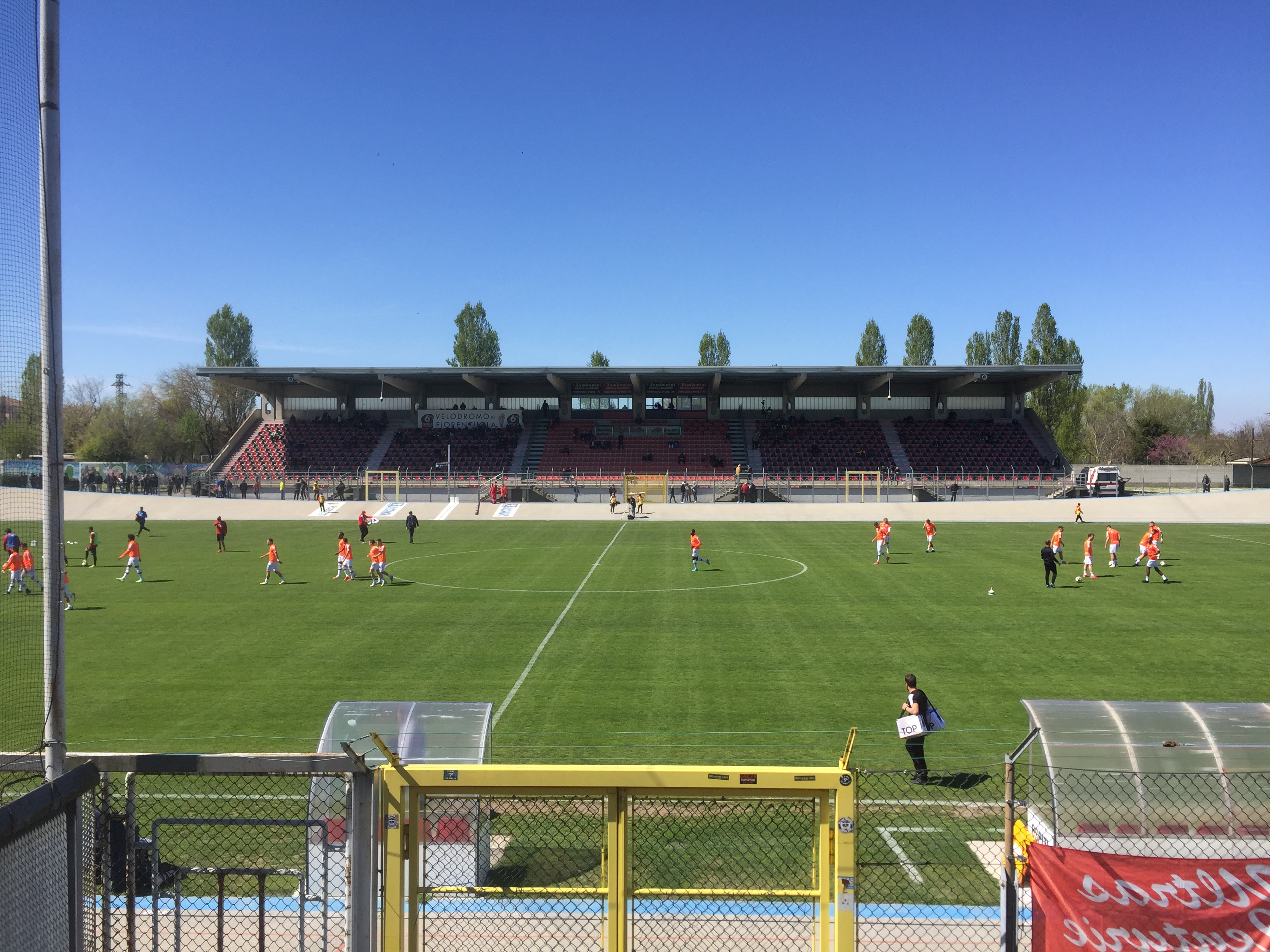
Vista sulla tribuna centrale (2022)

Nell'autunno 2021 le porzioni laterali della tribuna e della gradinata, in ottemperanza alle nuove normative per gli impianti professionistici, vengono dotate di seggiolini rossi e neri, in omaggio ai colori del Fiorenzuola.

## Incontri calcistici di rilievo

### Partite internazionali
Il 6 settembre 2019 lo stadio ospita l'amichevole tra nazionale italiana Under-19 e i pari età olandesi, terminata 2-2.
| Data             | In casa     | Risultato | Ospiti           | Competizione |
| ---------------- | ----------- | --------- | ---------------- | ------------ |
| 6 settembre 2019 | Italia U-19 | 2 - 2     | Paesi Bassi U-19 | Amichevole   |

## Ciclismo
Nel 2000 il velodromo Attilio Pavesi ha ospitato i campionati del mondo di ciclismo su pista juniors.
L'impianto ha ospitato i campionati europei di ciclismo su pista Juniores e Under-23 per quattro edizioni: nel 2001, in un'edizione riservata alla categoria Juniores, nel 2004, 2005 e nel 2020.

## Eventi non sportivi
L'impianto ha ospitato anche concerti di artisti italiani. Tra i più importanti quelli di Anna Oxa, Franco Califano, Riccardo Fogli e Fabrizio Moro.

## Museo
L'impianto ospita il museo Attilio Pavesi, dedicato al ciclista piacentino, vincitore della medaglia d'oro nelle prove a cronometro individuale e a squadre alle Olimpiadi di Los Angeles del 1932. Il museo raccoglie una serie di cimeli legati a Pavesi, oltreché un'ampia documentazione sulla storia del velodromo, sulle gare in esso disputate e sui ciclisti che vi hanno partecipato.